# 休·大卫·迪克森
休·大卫·迪克森（英語：Huw David Dixon；1958年—），英国著名的新凯恩斯主义经济学家。他于1983年至1987年在伦敦大学伯贝克学院担任讲师，1987年至1991年在艾塞克斯大學担任副教授一职，1991年至1992年间任职于斯旺西大学，1992至2003年任职于约克大学并被评为大学教授，在2003至2006年期间，他曾担任约克大学的经济学院院长。从2006年至今，他一直在卡迪夫大学商学院担任教授一职 。

## 教育背景
迪克森1980年毕业于牛津大学贝利奥尔学院并获得哲学、政治学和经济学学士学位。之后进入牛津大学纳菲尔德学院，师从诺贝尔经济学奖得主苏格兰经济学家詹姆士·莫理斯爵士，1984年毕业并取得博士学位。

## 职业背景
迪克森在经济学研究领域涉猎广泛，在各种著名经济学期刊上发表了多篇论文。他已经被认可为欧洲顶尖的经济学家。他的研究领域和主要贡献包括：
- 具有凸成本的伯川德-埃奇沃思模型（英语：Bertrand–Edgeworth model）：弗朗西斯·伊西德罗·埃奇沃思在假设企业具有固定边际成本并且该固定成本为超过最大限度的情况下，对伯川德模型进行了深入分析。迪克森将这个假设放宽，将埃奇沃思的研究衍生到一般情况下，即成本是凸函数的情况。他建立了混合策略的纳什均衡[9]，并且推导出了大市场下的Epsilon-均衡[10]，并对其他方面做了改进。[11][12][13][14]
- 策略投资模型：通过投资改变企业的边际成本[15]或者某些变量[16]，进而改变企业的寡头竞争方式。
- 有限理性模型：迪克森拓展并研究了寡头理论的更高层次的隐含意义[17]，并在经济学领域推进了第一个具有内生愿望的模型[18]。
- 新凯恩斯经济学：迪克森是第一批检验不完全竞争在财政政策中的有效性的经济学家，其研究成果体现在其文章《一個與瓦爾拉斯特徵不完全競爭的簡單模型》[19]中. 他在这一领域做了许多研究并且发表了很多文章[20][21]。这篇文章中，有一重要结论基于一般均衡模型的论证。即在产品市场中，财政乘数会随着不完全竞争程度的增强而增加。导致这一效应的原因是产品市场的不完全竞争倾向于减少实际工资，这导致了每个家庭倾向于娱乐休整并且减少消费的替代效应。当政府的开支增加，一次總付稅（英语：Lump-sum tax）也会相应的增加，这会导致娱乐和消费的减少（假设这些都是正常商品而不是不可替代品）。在产品市场中，不完全竞争的程度越高，实际工资就会越低，这也导致了家庭娱乐时间减少及消费减少。因此，在产品市场上，财政乘数小于1，但会随着不完全竞争程度的增加而增加。

其他的一些研究领域包括宏观经济中的不完全竞争，以及名义刚性。他的大部分研究著作属于新凯恩斯学派。迪克森支持2号高速铁路在英国的修建，并且连同其他经济学家在2012年1月6日的泰晤士报上发表文章公开表示支持。他为泰晤士报高等教育副刊的经济学板块做了许多次贡献。

## 工作
迪克森于1991年至2001年为英国经济政策研究中心（CEPR）的荣誉会员,1996至2001年是皇家经济学会委员会的成员。2000年起成为CESifo Economic Studies的荣誉会员。1986年到1993年间作为《Review of Economic Studies》的编委会成员，同时他也是《Journal of Industrial Economics》的审稿人。1994年至1999年间他负责修订《經濟學雜誌》中的争议部分，并且于1992年主持了皇家经济学协会会议。他完成了他的著作《Surfing Economics》。这本著作中，他拓展了新凯恩斯经济学、自然失业率、有限理性、社会学习理论以及经济学的真实意义。

## 额外连接
- 卡迪夫大学商学院: 休·大卫·迪克森(主页) （页面存档备份，存于）
- 官方网页 huwdixon.org （页面存档备份，存于）